# Proasellus cretensis
Proasellus cretensis är en kräftdjursart som beskrevs av Giuseppe L. Pesce och Roberto Argano 1980. Proasellus cretensis ingår i släktet Proasellus och familjen sötvattensgråsuggor. Inga underarter finns listade i Catalogue of Life.